# 큰갓버섯
큰갓버섯(영어: parasol mushroom)은 주름버섯목 갓버섯과의 한 종으로, 요리해서 먹으면 맛이 좋으나, 날로 먹으면 위장 장애와 소화기계통의 중독을 일으키는 버섯이다. 갓은 처음에는 둥글다 가운데가 볼록해지게 편평해지는데, 이름처럼 갓이 크다. 표피는 갈색으로, 터져서 인편이 된다. 고리는 위아래로 움직일 수 있고, 숲·풀밭 등에 단생한다.